# Sybra varipennis
Sybra varipennis är en skalbaggsart som beskrevs av Stefan von Breuning 1942. Sybra varipennis ingår i släktet Sybra och familjen långhorningar. Inga underarter finns listade i Catalogue of Life.